# リゾ・ラバ -Resort Lovers-
『リゾ・ラバ -Resort Lovers-』（リゾ・ラバ　-リゾート・ラバーズ-）は、1989年7月19日に発売された爆風スランプ14枚目のシングル。

## 収録曲
全曲　編曲：爆風スランプ
カセットテープ・CD
1. リゾ・ラバ -Resort Lovers-（「コスモ石油」CMソング）
作詞：サンプラザ中野、作曲：Newファンキー末吉
ザ・ベストテンの最終回で3位にランクインして披露。
2. 満月電車（TBSテレビ「テレポートTBS6」エンディングテーマ）
作詞：サンプラザ中野　作曲：Newファンキー末吉
3. リゾ・ラバ＜オリジナル・カラオケ＞
作詞：サンプラザ中野　作曲：Newファンキー末吉

スペシャルプレスキット仕様限定盤 EP
1. リゾ・ラバ -Resort Lovers-
作詞：サンプラザ中野、作曲：Newファンキー末吉
2. 満月電車
作詞：サンプラザ中野、作曲：Newファンキー末吉
3. ルームランナー
作詞：嘉門達夫、作曲：Newファンキー末吉、歌：パッパラー河合

## 収録アルバム
- I.B.W. (#1,2)
- 決定版!爆風スランプ大全集 (#1)
- SINGLES (#1)
- GOLDEN☆BEST 爆風スランプ ALL SINGLES (#1)
- 40th Anniversary BEST IKIGAI 2024 (#1、2024Retake Ver.)

## その他
- 表題曲には前奏がなく、いきなりサビから始まる。
- 山田邦子、内山田洋とクール・ファイブがものまねした（邦ちゃんのやまだかつてないテレビ・花王名人劇場)
- EP版に収録された「ルームランナー」はRunnerの替え歌でパッパラー河合がアコースティックギターで弾き語りしている。